# 天主教聖多明各總教區
天主教聖多明哥總教區（拉丁語：Archidioecesis Sancti Dominici）是多明尼加共和國一個羅馬天主教總教區及該國兩個總教區之一。此總教區下轄5個教區。
教區於1511年8月8日成立，時屬西維爾總教區，1546年2月12日升為總教區。總教區管轄國家特區、聖多明哥省及銀山省，2010年時有4,890,250名教友，佔轄區總人口84.7%。教區下轄212個堂區，有475名司鐸。現任總主教為方濟各·歐索里亞-阿科斯塔，輔理主教為雷蒙·本篤·安赫萊斯-費爾南德斯、福斯督·布爾戈斯-布里斯曼和若瑟·阿馬布萊·杜蘭-蒂內奧，榮休總主教為尼各老·德·若蘇厄·洛佩斯-羅德里格斯樞機。